# Kankai
Kankai (Nepali कन्काई Kankāī) ist eine Stadt (Munizipalität) im äußersten Osten des Terai in Nepal im Distrikt Jhapa.
Die Stadt entstand 2014 aus der Zusammenlegung der Village Development Committees Ghailadubba und Surunga.
Kankai liegt 10 km westlich von Birtamod an der Überlandstraße Mahendra Rajmarg.
Der Fluss Kankai fließt entlang der westlichen Stadtgrenze.
Das Stadtgebiet umfasst 79,1 km².

## Einwohner
Bei der Volkszählung 2011 hatten die VDCs, aus welchen die Stadt Kankai entstand, 40.141 Einwohner.